# Kádár Mónika
Kádár Mónika (Eger, 1971. augusztus 24. –) magyar énekesnő, műsorvezető, producer, színésznő.

## Tanulmányai
Az egri Gárdonyi Gáza Gimnázium óvónői tagozatán érettségizett. Később Budapesten Sík Olga ének tanszakjának növendéke volt és ott kapta meg a táncdalénekesi diplomáját. Mellette Jeszenszky Endre balettmester vezetésével modern táncpedagógiai diplomát szerzett. Közben pedig magán színi tanodában tanulta a színész mesterséget. Vass Zoltán Iván, Kriszt László vezetésével a Rátkay Márton Színi Tanodában. Énekhangja a szoprán, hangszere a furulya. Elvégezte Vámos Magda Szféra Manöken és Modell Iskoláját is.

## Karrier
Családjában egyedüli művész beállítottsága miatt, korán bekerült a Gárdonyi Géza Színházba, ahol kisebb szerepeket játszott. 14 évesen miután megnyerte az első szépségkirálynő választáson az Eger Szépe koronát, modellkedni, énekelni és táncolni kezdett. Folyamatosan fellépett a városi kulturális életben. Több versenyt is nyert pl. 1988-ban a Ki mit tud? versenyen első helyezést ért el tánc és ének kategóriában. A rendszeres éneklés mellett furulyázott és színészkedett, évekig balettozott. Később megalapította Egerben Thunder nevű tánciskoláját, ahol modern táncot oktatott.
Divatbemutatókon lépett fel, színházakban játszott, pl. a Józsefvárosi Pódium Leonard Cohen Végzetes lépések című darabjában Diana főszerepét. A  Szépség és a Szörny mesemusicalben Szépség szerepét, a Hair musicalben Sheilát játszotta. Összesen 33 országban vendégszerepelt énekes-táncos-divatshow-val és modellmunkáival, ahol katalógusok fotózásain, fesztiválokon, rendezvényeken lépett fel. Izlandon egy krimiben játszott, amerikai-izlandi produkcióban.
1999-ben került az akkori Magyar ATV-hez. Műsorvezető, szerkesztő, bemondóként több műsort is vezetett 2011-ig. Nagy Feróval a Pop és Rock Kalapács műsoruk nagy sikert aratott. Később az Echo TV és a Budapest TV arcaként és a Budapest Európa Televízió főszerkesztőjeként több száz interjút készített és műsorokat vezetett közéleti, kulturális, zenei és egészségügyi témákban.
Második házassága révén évekre bekerült  a cirkusz világába, ahol több nyelven konferált pl.: a Magyar Fővárosi Nagycirkuszban és külföldön is.. 2018-tól ismét visszakerült a médiába a TV2 Zenebutik és a Muzsika TV több műsorában énekelt, saját dalokat és Sláger Tibóval közösen is. 2022-től önálló műsoraival jelentkezik hétről- hétre Flört Mónikával és Koktél Mónikával címmel, melyben a műsor háziasszonya és producere is egyben. Ezen kívül rendezvényeken saját műsoraival lép fel, és konferanszként, műsorvezetőként is lehet őt látni az egész ország területén.
Zenei műfaja a táncdal, a pop és a musical. Híres dalai: Te leszel a hajó (2021 Aranylemez), Nem tudlak elfeledni téged (2021 Aranylemez), Álmaim hercege (2022 Aranylemez), Koktél (2023 Aranylemez). Lemezei: Sláger Tibó, Kádár Mónika: Te leszel a hajó (2021 Trimedio Records Kft.), Flört Mónikával (2023 Trimedio Invest Zrt.).

## Műsorai
- Pop-rock Kalapács, Nagy Feróval (2000-2003 Magyar ATV)
- Alapozó, napi kulturális műsor (2002-2006 Magyar ATV)
- Ne add fel!, közéleti – interaktív műsor (2006-2010 BP TV)
- Jöjjön el egy csésze teára, talk show (2006-2010 BP TV)
- Hölgyszalon, talk show (2007-2011 BP TV)
- Babaváró Czeizel Endrével, egészségügyi – interaktív műsor (2007-2010 BP TV)
- Fergeteges éjszakai show Mónikával, zenei szórakoztató műsor (2007-2011 BP TV)
- Gyógyulj meg!, egészségügyi műsor (2011-2014 Echo TV)
- Portrék, portré műsor (2020 – HATV Global Hungarian American Television)
- Flört Mónikával, zenei -szórakoztató műsor (2022 – TV2 Zenebutik)
- Koktél Mónikával, zenei- szórakoztató műsor (2022 – TV2 Zenebutik)

## Magánélet
Értelmiségi családban született, mérnök és pedagógus gyermekeként.
Lánya Amanda Ardens írónő az első házasságából Kocsor Zsolttól (Kozsó), fia a második házasságából Richter Dánieltől született.

## Díjak, elismerések

### Szépségkirálynő-választásokon első helyek
- Miss Béke (1984 Eger)
- Labdarúgók Szépe (1988 Eger)
- Nógrád Szépe (1995 Salgótarján)
- Miss International (1997 Ausztria)

### Egyéb
- Aranytollú újságíró (2002 Diplomata Magazin)
- Televíziós Nívó Díj (2006 Budapest Európa Televízió)
- Bazi Nagy Sztárparádé Aranyalbum (2021 Sláger Tibó dalaival)
- Magyar Esélyegyenlőségi Díj (2022 Budapest)
- Az Ősz Slágerei a Trimedio Sztárjaival (2023 Budapest)
- Zámbó Jimmy-emlékdíj (2024 Budapest)
- Best Music Video – International Cellphone Cinema Showcase Cannes (2024 Cannes)